# ローテンベルガー (企業)
ローテンベルガーは、配管・暖房・エアコン・冷凍・ガス・環境分野の工具と機械の製造販売をする国際企業である。ブランドは、ROTHENBERGER。

## 会社概要
1945年エドウィン・ローテンベルガー (Edwin Rothenberger) が創業。1949年会社を設立する。グループ本部はドイツにあり、従業員数1500人、30ヶ国にあるグループ企業で、毎年2800万以上の工具を生産・販売している。
世界の配管機器・工具（パイプツール、衛生用品、暖房、空気調節、ガスと環境工学機器）のリーディングカンパニーである。ドイツ・スペイン・アメリカ・フランス・アイルランド・バルトなど世界に14ヶ所の生産工場がある。鋼管・銅管・樹脂管の配管施工用工具・機器・メンテナンス工具及び検査機器全てが揃っており、60ヶ国以上に輸出している。アメリカのRIDGIDと肩を並べる配管に関する総合巨大メーカーである。

## 沿革
- 1949年にエンジニア エドウィンローテンベルガーによって設立。
- 1967年に銅継手と銅パイプを接合するR -システムツールの開発は、ヨーロッパにおいて銅パイプの接合工事に革命をもたらした。
- 1969年にグローバル企業になるための最初のステップとして、フランス・ヨーロッパ・米国、オーストラリアに拡大。
- 1977年ROWO・1981年スペインのスーパーエーゴ(SUPER EGO)、1982年フランスのユニカムグループ(UNICUM Group)を買収する。
- 1992年、ハンガリー、チェコ共和国とポーランドに追加の販売会社を設立。
- 2001年、中国、南アフリカ、ブラジル、トルコに販売会社を設立。
- 2003年、スウェーデンのはんだ付け装置の製造元シーベルト(SIEVERT)、排水技術の製造元クロール(KROLL)を購入。
- 2004年、インド、メキシコに販売会社を設立。
- 2004年、北米市場にローテンベルガーとグリーンリーテクストン社(GREENLEE TEXTRON, Inc.,)が合弁会社設立。
- 現在、ローテンベルガーは世界中に50ヶ所ある国際的なグループ企業となり、2500万以上の工具を開発生産し、1200人以上の従業員が販売する世界配管工具市場のリーダーである。

## 主な商品
- フィッティング工具
- プレス加工、複合パイプの設置工具
- 鋼管工具
- 配管設置工具
- テスト、診断および冷凍装置
- はんだ付けおよび溶接工具
- プラスチック切断および溶接
- 配管や下水道の清掃装置
- ダイヤモンドコアドリル
- 冷却システム、空気空調の設置工具および装置

## 産業財産権
2010年9月4日現在の商標権 (Trademarks)　
- USPTO No.2894357
- WIPO国際出願No.813037